# Drosophila cuaso
Drosophila cuaso är en tvåvingeart som beskrevs av Gerhard Bächli, Vilela och Ratcov 2000. Drosophila cuaso ingår i släktet Drosophila och familjen daggflugor.
Artens utbredningsområde är Brasilien.